# (6893) Sanderson
(6893) Sanderson est un astéroïde de la ceinture principale.

## Description
(6893) Sanderson est un astéroïde de la ceinture principale. Il fut découvert le 2 septembre 1983 à La Silla par Henri Debehogne. Il présente une orbite caractérisée par un demi-grand axe de 2,39 UA, une excentricité de 0,09 et une inclinaison de 5,8° par rapport à l'écliptique.